# 수학 귀신
《수학 귀신: 수학을 싫어하는 한 소년이 수학의 원리를 깨우치기까지》(독일어: Der Zahlenteufel. Ein Kopfkissenbuch für alle, die Angst vor der Mathematik haben→수학 귀신. 수학에 겁먹은 모든 이를 위한 잠자리에서 읽는 책)은 어린이와 청소년들이 수학에 흥미를 가지고 쉽게 다가갈 수 있게 만든 책이다. 한스 마그누스 엔첸스베르거가 글을 쓰고 로트라우트 수잔네 베르너가 그림을 그렸으며 1997년 독일에서 출간하였다. 이 책의 줄거리는 수학을 싫어하는 소년 로베르트가 꿈에서 수학 귀신을 만나면서 수학을 배워가는 이야기이다.
수학에 대한 쉬운 이해와 설명으로 호평을 받은 이 책은 작가가 만들어낸 친근한 용어 사용과 독창적인 개념 설명 덕분에 수학에 대해 어려워하거나, 거부감을 느끼는 어린이들과 청소년들을 위한 권장 도서로 자리잡았다. 유럽에서 베스트셀러가 된 후 영어를 포함한 많은 언어로 번역되었다. 한국어로는 고영아가 옮겨 비룡소에서 출간되었다.

## 줄거리

### 수학귀신과 만나다
이 책의 주인공은 수학을 지긋지긋하게 싫어하는 소년 로베르트로, 소년의 엄마는 윌슨 부인이다. 로베르트는 종종 거대하고 흉칙한 물고기에 잡아먹히거나 끝이 없는 미끄럼틀에서 점점 밑으로 미끄러지는 것 같은 악몽을 꾸곤 했다. 그러던 어느 날, 로베르트는 꿈에서 자신을 수학 귀신이라고 소개하는 한 작은 귀신을 만난다. 수학 귀신의 이름은 '테플로탁슬'로, 원래 로베르트는 테플로탁슬만이 유일한 수학 귀신인 줄 알고 있었지만 책 후반부에 수학 천국을 방문하면서 그 외에도 수많은 수학 귀신들이 있음을 알게 된다.

### 열두번의 밤
수학 귀신은 열두 번의 밤 동안 로베르트에게 수학의 원리를 가르쳐준다. 첫 번째 밤에, 수학 귀신은 잔디밭에서 나타나 로베르트에게 숫자 1을 소개해준다. 두 번째 밤에, 로베르트는 1로 가득찬 숲에서 수학 귀신을 만나 숫자 0과 음수의 이야기를 들으며, '깡충 뛰기'라는 이름으로 거듭제곱을 배운다. 세 번째 밤에, 수학 귀신은 로베르트를 동굴로 데려가 1과 자기 자신으로만 나머지 없이 나누어지는 소수에 대해 설명한다. 네 번째 밤에, 수학 귀신은 바닷가에서 로베르트에게 순환소수와 '뿌리'라는 이름으로 제곱근을 설명한다.

### 다섯 번째 밤

로트라우트 수잔네 베르너가 그린 삽화. 수학 귀신이 로베르트에게 수학적 증명 방법을 보여주고 있다.

다섯 번째 밤에 그는 사막을 헤매다가 수학 귀신을 만나 야자수 열매로 삼각형 숫자를 배운다. 여섯 번째 밤에는 갈색과 흰색 토끼가 번식하면서 늘어나는 과정을 통해 자연 속에서 피보나치 수를 배운다. 이때부터 로베르트의 엄마는 로베르트가 수학에 대한 흥미를 가지게 된 것을 보고 놀라워 했고, 이후로 로베르트는 수학 귀신을 만나기 위해 평소보다 더 일찍 잠이 든다. 일곱 번째 밤에 로베르트는 텅 빈 흰 방에서 수학 귀신과 함께 파스칼의 삼각형을 배운다. 여덟 번째 밤에 로베르트는 그가 다니던 학교 교실로 오게 된다. 수학 귀신은 교실에서 아이들의 자리를 여러 가지 방법으로 배정해주면서 로베르트에게 순열과 쾅(팩토리얼)을 가르쳐준다.

### 아홉 번째 밤
아홉 번째 밤에, 로베르트는 꿈에서 감기에 걸려 침대에 누워있게 되는데 그때 수학 귀신이 옆으로 다가온다. 수학 귀신은 그 자리에서 로베르트에게 자신이 평범한 숫자라고 부르는 자연수와 무한의 특징, 그리고 급수를 가르쳐준다. 열 번째 밤에 로베르트는 북극점에 있는 자기를 발견한다. 그곳에서 수학 귀신에게 이치에 어긋나는 수인 무리수와, 매듭(꼭짓점)과 선(모서리) 등의 유클리드 기하학의 특징을 배운다. 열한 번째 밤에 접어 들었을 때, 로베르트는 수학에 대한 흥미가 많이 깊어져 있었다. 이 밤에는 수학 귀신에게 증명에 대해서 배우며, 1 더하기 1과 같은 간단한 계산 문제의 복잡한 증명 과정을 보게 된다. 열두 번째 밤에, 로베르트와 수학 귀신은 수학 천국으로 초대받으며, 이곳에서 둘의 만남은 마무리된다. 수학 천국에서 로베르트는 상상 속에서만 존재하는 수인 허수와 클라인 병을 배운다. 수학 천국을 거닐면서 수학귀신 테플로탁슬은 피보나치나 칸토르와 같은 유명한 수학자들을 소개시켜 준다. 이후 로베르트가 학교에 돌아가서 그동안 배웠던 내용으로 수학 문제를 쉽게 푸는 것으로 이 책은 끝이 난다.

## 출간

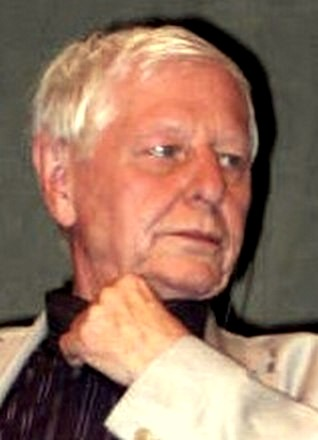
한스 마그누스 엔첸스베르거

이 책의 작가 엔첸스베르거는 비록 수학자는 아니었지만 평소에 수학에 관해 많은 관심을 가지고 있었다. 1998년에는 세계 수학자 대회에서 수학이 대중 문화에서 멀어져 고립되고 있는 현실을 비판하는 연설을 하기도 했다. 이 책 수학 귀신은 엔첸스베르거가 열한 살 딸 데레사의 부탁으로 쓰게 되었다. 평소 학교에서 수학을 가르치는 방법에 대해 불만이 있던 그는 수학을 새롭고 재밌게 가르치고 싶어 했다. 삽화가 로트라우트 수잔네 베르너가 이 책의 표지와 내용 곳곳에 있는 그림을 그렸다. 수학 귀신은 1997년에 독일어로 첫 출간되었다. 작가는 수학 개념을 일반적으로 설명하기보다 새로운 단어를 만들어내고 이를 창의적인 방법으로 이해시키려고 했다. 예를 들어 거듭제곱은 '깡충 뛰기'로, 무리수는 '이치에 어긋나는 수'라는 이름으로 대신했다.
미국 UCLA의 슬라브어 교수 마이클 헨리 헤임이 이 책을 영어로 번역했다. 수학에 관한 지식이 필요했고, 또 어린이를 대상으로 쉬운 단어를 골라 책을 써야 했기에 번역에 어려움을 겪었다고 나중에 마이클 헨리 헤임 교수는 밝혔다. 1998년에 영어로 출간했다. 한국어로는 비룡소 즐거운 지식 시리즈 첫 번째 책으로 1997년 12월 25일 출간했으며, 번역을 담당한 고영아는 책 뒤의 옮긴이의 글에서 독일어만의 언어유희와 재치 있는 표현을 번역하는 과정에서 살리지 못해 아쉽다고 밝혔다.
출간된 후 유럽 곳곳에서 인기를 끌었다. 스페인, 독일, 네덜란드, 이탈리아에서 베스트셀러에 올랐다. 일본에서도 상당한 성공을 거두었다. 수학 귀신 이후 엔첸스베르거는 수학보다 역사에 중점을 둔 어린이 책 '로베르트 너 어디 있었니?'를 썼다. 이후 이 독일인 작가는 어린이와 청소년을 대상으로 한 책을 쓰지 않겠다고 말했고, 대신 시를 쓰는데 활동을 치중하게 되었다. 나중에 책 내용을 바탕으로 한 교육용 PC 게임 '수학 귀신: 수학으로 떠나는 모험(The Number Devil: A Mathematical Adventure)이 비바 미디어에서 만들어졌다. 수학 귀신의 오디오북 버전 또한 나왔다.

## 평가
수학 귀신은 출간 후 상당한 호평을 받았다. 템플 대학교의 수학 교수 존 앨런 파울로스는 뉴욕 리뷰 오브 북스에서 기고한 기사에서 "(수학 귀신은) 어린이를 위한 멋진 숫자 동화"라고 평했다. 로스앤젤레스 타임스의 수학 기자 마틴 가드너는 "(엔첸스베르거가 수학을) 재미있는 방식으로 풀어냈다"고 칭찬했다. 볼티모어 선의 책 리뷰 기사에서 마이클 파켄햄 기자는 수학 귀신의 단순한 설명을 두고 "아주 이해하기 쉽다."고 말했다.
하지만 평가가 좋기만 했던 것은 아니다. 미국 수학회의 데버러 로웬버그 볼과 하이먼 배스는 수학적인 관점에서 이 책을 분석했다. 둘은 이 책을 "매력적이고 상상력이 풍부한 판타지"라고 호평하면서도, 몇몇 부분에 대해서 비판을 가했다. 책 속에서 나타나는 수학 교사의 부정적인 이미지나 논리적이기보다 마법같은 수학 설명 등 여러 부분에 대해서 지적을 했다. 영국의 교육 잡지 TES에 글을 기고한 테드 드완은 책이 "여타 글보다는 인상적"이지만 자신의 기대보다는 평범하다고 보았다. 또한 그는 "어른들이 읽기 좋다고 아이들에게도 그러리라는 법은 없다. (아이들에게 읽히게 하는 것이) 오히려 잘못된 결과를 낼 수도 있다."며 교육적 측면에서 이 책을 활용하는 데 의문을 표했다.
1997년 서적예술재단 상, 디 차이트 신문과 라디오 브레멘 방송국이 수여하는 살쾡이 상, 포쿠스 잡지와 도이칠란트라디오 선정 '청소년 독자를 위한 최고의 일곱 서적', 유럽 아동 서적을 대상으로 하는 피에트로 파올로 베르게리오 상 등을 수상했다.